# 日昂科田火山
日昂科田火山是一座位於印度尼西亞弗洛勒斯島東端的火山，其類型屬於火山噴氣孔田。此火山有兩處噴氣孔田，位於鞍部山腳下，沿著Oka灣西南側與西側的Hadang灣區域有溫泉。